# Emily Minante
Emily Minante (3 dicembre 2006) è una nuotatrice artistica colombiana.

## Biografia
Ha esordito nella Coppa del Mondo di nuoto artistico il 5 luglio 2024 a Budapest, concludendo al quinto posto nella gara del duo misto programma tecnico.

## Palmarès

### Coppa del Mondo
- 1 podio:
  - 1 terzo posto (1 nella gara a squadre)